# Chermizy-Ailles
Chermizy-Ailles ist eine französische Gemeinde mit 121 Einwohnern (Stand 1. Januar 2022) im Département Aisne in der Region Hauts-de-France (vor 2016 Picardie). Sie gehört zum Arrondissement Laon und zum Kanton Villeneuve-sur-Aisne.

## Geografie
Die Gemeinde Chermizy-Ailles liegt im Osten des Höhenzuges Chemin des Dames an der oberen Ailette, rund 13 Kilometer südöstlich Laon und 32 Kilometer nordwestlich von Reims. Nachbargemeinden von Chermizy-Ailles sind Ployart-et-Vaurseine im Norden, Bouconville-Vauclair im Osten, Oulches-la-Vallée-Foulon und Paissy im Süden, Cerny-en-Laonnois im Südwesten, Neuville-sur-Ailette im Westen sowie Martigny-Courpierre und Bièvres im Nordwesten.

## Geschichte
Während des Ersten Weltkriegs wurde das Gebiet vollständig von der deutschen Armee besetzt und diente als zweite Verteidigungslinie hinter dem Kamm des Chemin des Dames, bis die Deutschen sich im Oktober 1917 hinter die Ailette zurückzogen.
Am Ende des Ersten Weltkriegs war die Umgebung des Chemin des Dames fast vollständig zerstört. 1923 die schloss sich der Ort Chermizy mit dem nahe gelegenen und vollständig zerstörten Dorf Ailles zur Gemeinde Chermizy-Ailles zusammen. Das ehemalige Dorf Ailles befindet sich in der Roten Zone.

### Bevölkerungsentwicklung
| Jahr                       | 1962 | 1968 | 1975 | 1982 | 1990 | 1999 | 2006 | 2012 | 2021 |
| Einwohner                  | 97   | 80   | 87   | 76   | 79   | 70   | 81   | 107  | 115  |
| Quellen: Cassini und INSEE |      |      |      |      |      |      |      |      |      |

## Sehenswürdigkeiten

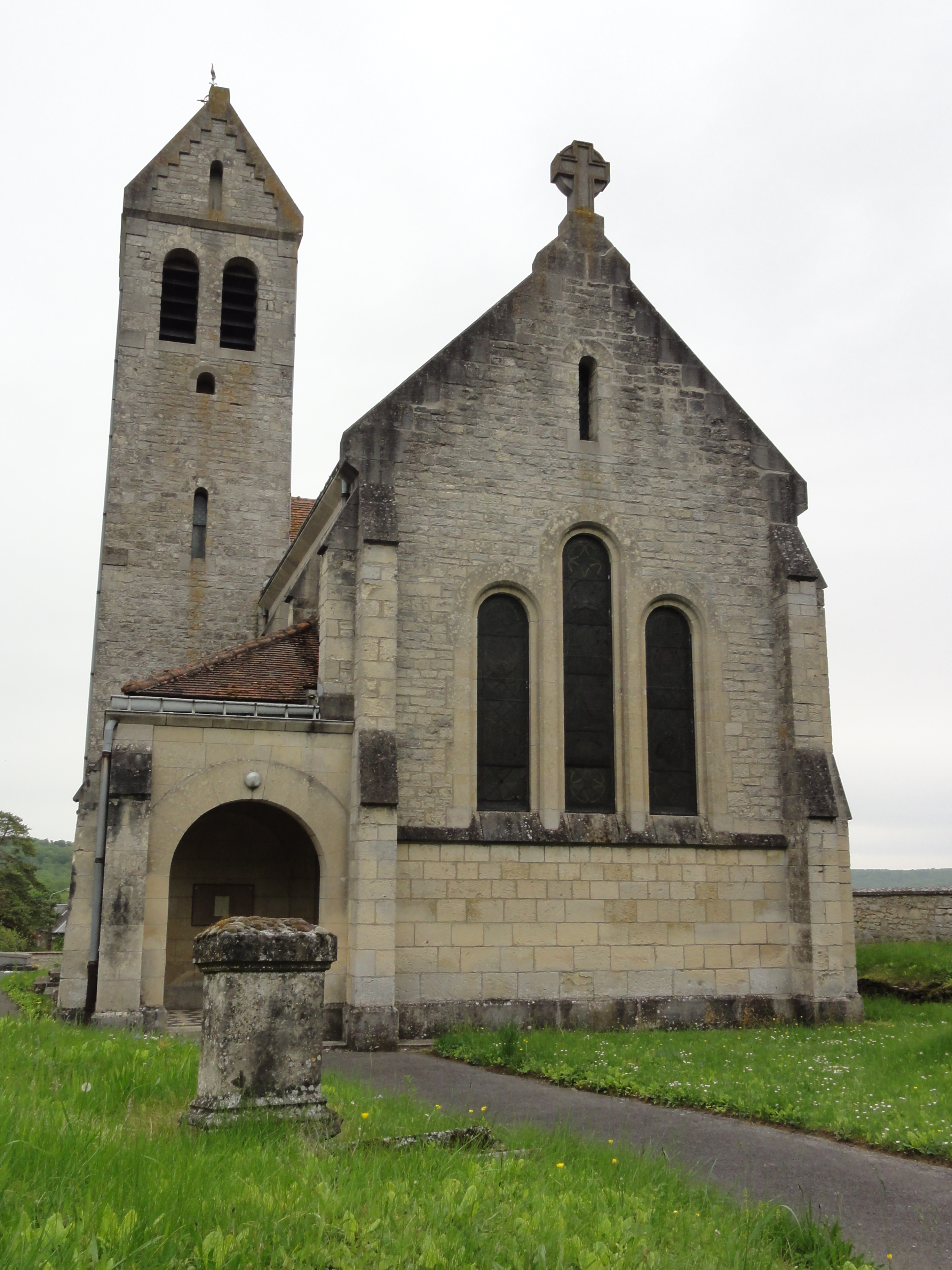
Kirche Saint-Évence

- Kirche Saint-Évence